# Edo Ravnikar ml.
Edo Ravnikar ml., slovenski arhitekt, urbanist, raziskovalec, * 28. maj 1941, Ljubljana,

## Življenje in delo
Edo Ravnikar ml., u.d.i.a. je leta 1967 diplomiral pri profesorju Edvardu Ravnikarju na Fakulteti za arhitekturo, gradbeništvo in geodezijo Univerze v Ljubljani. Po tem se je štiri leta izpopolnjeval na Bartlett  School, UCL pod mentorstvom Reynar Banham in John Watling. Hkrati pa je delal v londonskem arhitekturnem biroju Douglas Stephen and partners. 
Od leta 1979 je član avtorske skupine  Projektivnega podjetja Ambient d.o.o  s katero je izvedel številne projekte. Pri tem je najpomembnejša prenova Ljubljanskega gradu. Za svoje delo je skupaj z Majdo Kregar in Mihom Kerinom prejel 
Plečnikovo medaljo (1983, 2004, 2005, 2007, 2018), Plečnikovo nagrado (1997),  Brumnovo priznanje (2003) Zlati svinčnik ZAPS (2005, 2007, 2007), BEDA, European Excellence Award(2004), ICoD, Zlata medalja BIO 19 (2004), Platinasti svinčnik ZAPS(2010), Srednjeevropska Plečnikova nagrada(2022) Nagrada Mesta Ljubljane(2023), Share Architects Omnia Awards(2023), Patinasti svinčnik ZAPS (2024).
Bil je nosilec ali sodelavec pri več raziskovalnih projektih. Je pionir generativnega projektiranja in računalniško podprtega načrtovanja (CAD). Na osnovi svojih raziskav je leta 2012 pridobil  ameriške patente.
Kot angažiran publicist opozarja na probleme sodobne družbe, ki presegajo urbanizem. Predlagal je izvrine rešitve, npr. garaže pod grajskim gričem, poglobitev železnice v Ljubljani. Je tudi avtor besede udbomafija.

## Dela
- Programska politika rekonstrukcije : [program 2] (1975) (COBISS)
- LJUBLJANSKO BARJE KOT RAZVOJNO PODROCJE BODOCE LJUBLJANE (1976), (COBISS)
- Aplikacija računara u projektovanju u visokogradnji / Edo Ravnikar, Andrej Kmet, Franc Dacar (1977), (COBISS)
- RACUNALNISKE METODE PROJEKTIRANJA IN IZDELAVE ODGOVARJAJOCE INVESTICIJSKO-TEHNICNE DOKUMENTACIJE : POROCILO O ZAKLJUCENI III. FAZI RAZISKOVALNE NALOGE (1977) (COBISS)
- Edo Ravnikar,  Tracciato morfogenetico dello sviluppo del manufatto, str. 35-66, 2. poglavje v Territorio e Architettura: metodologie scientifiche nell'analisi e nell'intervento[Milano] : ETAS libri, (1982). OCLC 12103654
- Edo Ravnikar, Aleksander Simonič, Miha Kerin, Programska oprema za planiranje in spremljanje proizvodnje C. A. P (1986) (COBISS)
- Računalniško podprta zasnova in izvedba gradbenih sistemov masivne AB in panelne montažne gradnje / nosilec Ravnikar Edo s sodelavci (1987) (COBISS)
- Utopično gradbišče / Edo Ravnikar, Delo (1989),(COBISS)
- Grega Košak, Edo Ravnikar, Janez  Suhadolc, Naš javni mestni prostor, zdaj in tu : Politično-administrativni urbanizem, Delo (1990), (COBISS)
- Zašiljena klobasa ima dve polovici, dr.Rupel : separatizem ni greh / Edo Ravnikar ; [Zapisala] Lada Zei, Delo (1990) (COBISS)
- Drugi del osamosvojitvene tlake / Edo Ravnikar, Nova revija, (1993) (COBISS)
- Predor pod Rožnikom in garaže pod grajskim hribom : promet v ožjem mestnem središču (1994) (COBISS)
- Edo Ravnikar, Udbomafija : priročnik za razumevanje tranzicije  (1995) (COBISS)
- Potniški center Ljubljana? / Edo Ravnikar, Arhitektov Bilten, (2003) (COBISS)
- Revitalizacija Ljubljanskega gradu in zgodovinski oris gradu od nastanka do prenove = Revitalization of Ljubljana castle and its historical outline from the beginning to the renovation(2005) (COBISS)
- Lj - Diznilend / Edo Ravnikar ml. Arhitektov Bilten, (2007) (COBISS)
- Ljubljana - Benetke : nujnost urbane politike = Ljubljana - Venice : new urgency for urban politics : [Galerija a+a, Slovenski razstavni prostor, San Marco, 14. september - 23. november 2008]. Part 1, Building beyond architecture = Gradnja onstran arhitekture (2008) (COBISS)
- Marko Boben, Gašper Jaklič, Iztok Kavkler, Alen Orbanić, Edo Ravnikar, Norman Šoper, Razvoj prototipa novega CAD sistema za arhitekturo v Od 0 do ∞: jubilejni zbornik ob 60-letnici Društva matematikov, fizikov in astronomov Slovenije, Bled, 6.-7. 11. 2009 (Str. 138-139).(COBISS)
- Edo Ravnikar, Borut Lužar, Martin Ravnikar, Roman Šoper, The Way to efficient management of complex engineering design [Elektronski vir] (2013)(COBISS)